# Jerry Cronin
Jerry Cronin este un om politic irlandez, membru al Parlamentului European în perioada 1979-1984 din partea Irlandei.